# Quadriverso
Quadriverso é uma forma poética feita somente de uma estrofe e composta de quatro versos com quatorze sílabas em cada verso.
Neste tipo de composição, o primeiro verso rima com o terceiro e o segundo com o quarto, que por sua vez é conclusivo.
Exemplo:
O moinho de café

Mói grãos e faz deles pó.

O pó que a minh'alma é

Moeu quem me deixa só.
Fernando Pessoa